# Portlandvaas
De Portlandvaas is een ± 28 cm hoge glazen amfora uit de 1e eeuw v.Chr., meer bepaald uit de tijd van keizer Augustus. Deze vaas sinds 1945 in het bezit van het British Museum te Londen, wordt er in zaal 70 op de derde verdieping tentoongesteld (inventarisnr. - GR 1945.9 27.1). De naam is ontleend aan de hertogen van Portland, in wier collectie het kostbare stuk zich tot 1810 bevond. Voordien, in de 17e eeuw, maakte ze deel uit van de Barberini-familieverzameling in Rome.
De Portlandvaas werd vervaardigd uit donkerblauw glas met daaroverheen een dunne mantel van ondoorzichtig wit glas, waarin met veel zorg en zin voor precisie figuren uitgesneden zijn, zodat het uiteindelijke effect wel wat van een sardonyx-camee (vb. de Gemma Augustea) heeft.

## Iconografie

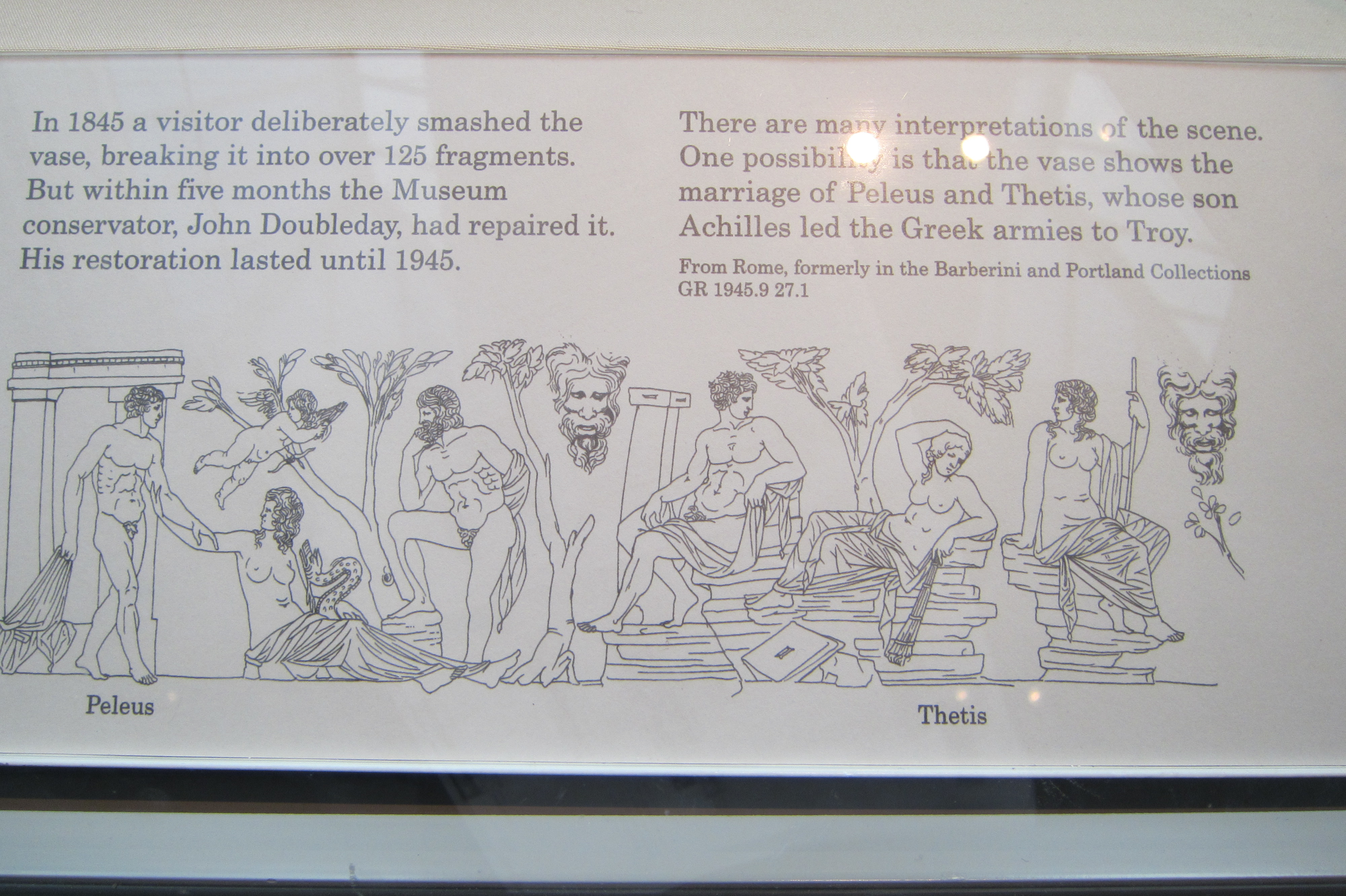
Afbeeldingen op de Portlandvaas

Over de identificatie van de op de vaas uitgebeelde personages bestaat veel onenigheid onder de onderzoekers. Men vermoedt zelfs dat de beide helften van de vaas niet tot hetzelfde iconografische programma behoren.

 Hier volgen enkele van de voorgestelde interpretaties:
| Zijde 1 | Zijde 2 |
| * De vermeende verwekking van keizer Augustus: volgens een legende zou de god Apollo in de gedaante van een slang Augustus verwekt hebben bij zijn moeder Atia. | * Een voorspellende droom van koningin Hecuba dat het Parisoordeel zou leiden tot de ondergang van Troje |
| * Peleus en Thetis als zeegodheden | * Ariadne op Naxos, kwijnend van liefdesverdriet |
| * De jongeman is Marcus Antonius die verleid wordt door de charmes van de liggende Cleopatra (de slang is dan degene door wiens beet zij later zelfmoord pleegde?) waardoor hij zijn Romeinse virtus verliest en decadent wordt; de oude man met baard is dan wellicht een verwijzing naar de fictieve mythische Anton, de voor de gelegenheid "uitgevonden" voorvader van wie Antonius beweerde af te stammen | * De smachtende vrouw is de door haar echtgenoot Marcus Antonius verstoten Octavia minor, tussen haar broer Octavianus (Augustus) en de godin Venus Genetrix, de stammoeder van de gens Julia waartoe Augustus en zij behoorden. |

## Geschiedenis

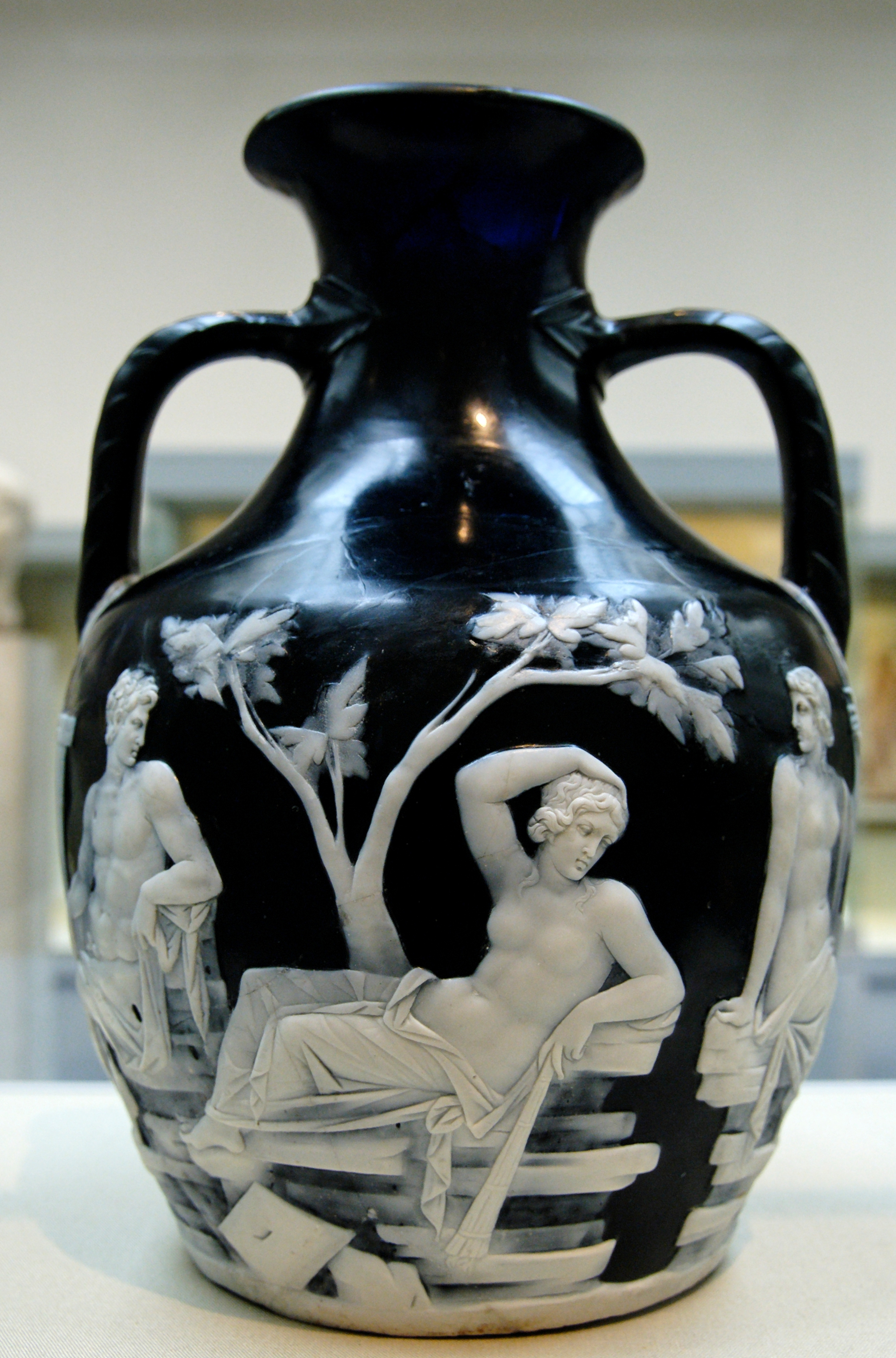
Zijde 2

Louter voortgaand op stijlkenmerken kan men afleiden dat de Portlandvaas vervaardigd werd te Rome in de jaren tussen 30 en 20 v.Chr., toen deze ingewikkelde techniek van glasblazen, ontwikkeld rond 50 v.Chr., nog in zijn kinderschoenen stond. Toen men in de 19e eeuw probeerde de vaas na te maken, kwam men tot de verrassende conclusie dat het de oorspronkelijke makers vermoedelijk niet minder dan twee jaar arbeid heeft gekost.

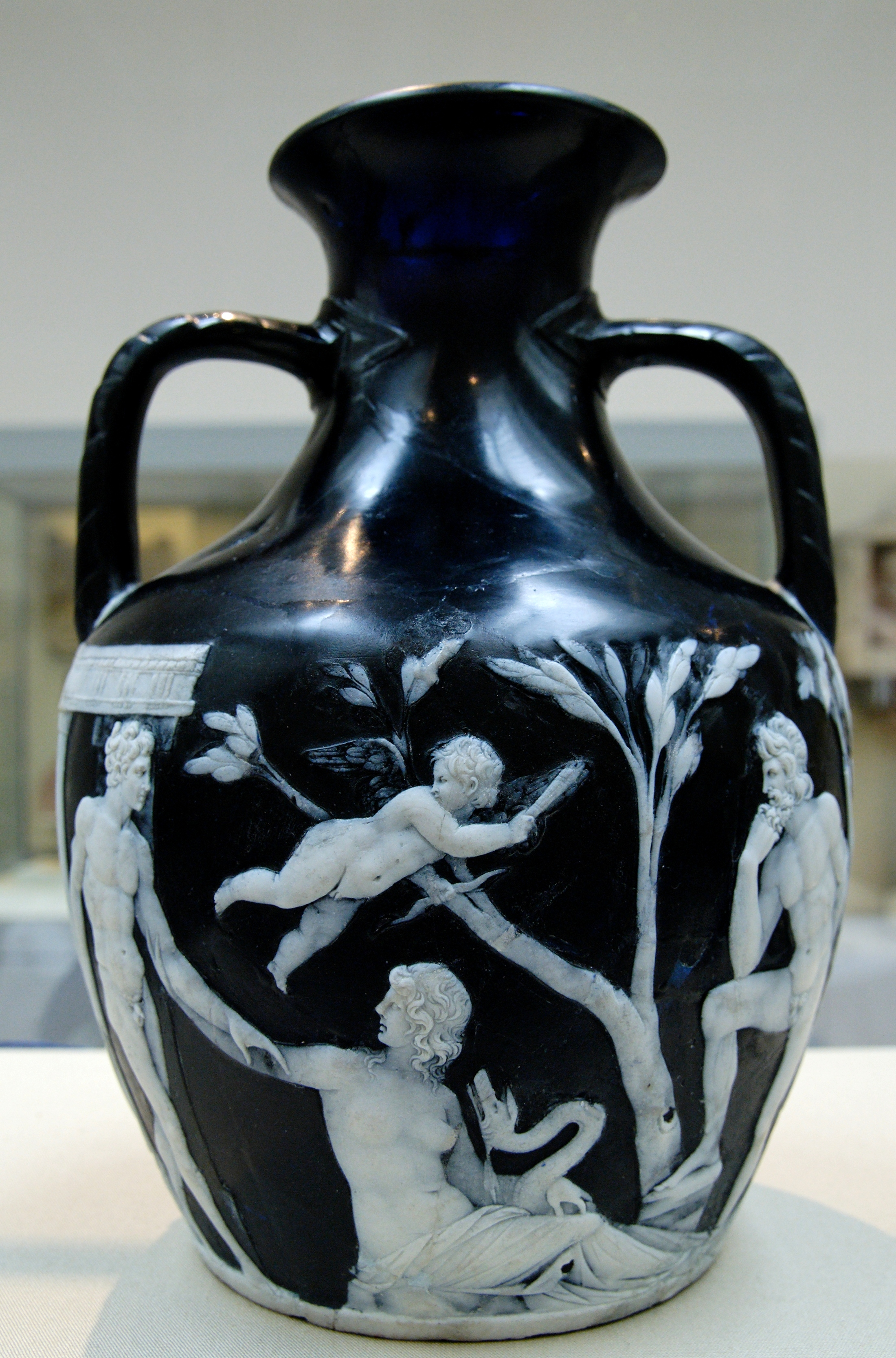
De Portlandvaas
(Zijde 1)

Volgens de overlevering zou de Portlandvaas ontdekt zijn door een zekere Fabrizio Lazzaro in het graf van keizer Alexander Severus te Monte del Grano in de buurt van Rome, toen daar rond 1582 opgravingen verricht werden.
De tot nog toe eerste historische verwijzing naar de vaas dateert uit 1601: in een brief aan de schilder Peter Paul Rubens vermeldt de Franse geleerde Nicolas-Claude Fabri de Peiresc dat het kostbare stuk deel uitmaakt van de verzameling van kardinaal Francesco Maria Del Monte (de mecenas van onder meer Caravaggio). Vervolgens kwam het in bezit van de familie Barberini, die ook andere vermaarde kunstwerken uit de Oudheid bezat, waaronder de Barberini Faun en de Barberini Apollo. De Portlandvaas was dus een van de kunstschatten van paus Urbanus VIII (Maffeo Barberini, 1623-1644).
Sir William Hamilton, Brits ambassadeur bij de koning van Napels, kocht de vaas in 1778 van de Schotse kunsthandelaar James Byres, die ze op zijn beurt had gekocht van Donna Cornelia Barberini-Colonna, prinses van Palestrina. Deze dame had het stuk dan weer geërfd  van de familie Barberini. Bij zijn terugkeer naar Engeland verkocht Hamilton het in 1784 aan Lady Margaret Cavendish-Harley, weduwe van William Bentinck, tweede hertog van Portland, die het in 1786 naliet aan haar zoon William Cavendish-Bentinck, derde hertog van Portland. Deze leende de vaas eerst uit aan de beroemde pottenbakker Josiah Wedgwood, die er na vier jaar experimenteren in slaagde een kopie van aardewerk te maken. De hertog leende de originele vaas vervolgens ter bewaring uit aan het British Museum, en vanaf dat moment werd het Portlandvaas genoemd.
De vierde hertog schonk de Portlandvaas in 1810 aan het British Museum, waar ze definitief bewaard en tentoongesteld zou blijven, ware het niet dat de zesde hertog ze tussen 1929 en 1932 weer opeiste om ze bij het veilinghuis Christie's te laten verkopen, overigens zonder succes. In 1945 kwam het British Museum opnieuw (voorlopig) definitief in het bezit van het kostbare kunstwerk.

## Beschadiging en restauratie
Op 7 februari 1845 werd de Portlandvaas ernstig beschadigd, toen een dronken man, William Lloyd, amok maakte en een standbeeld omstootte, dat op de vaas terechtkwam en deze in een berg scherven veranderde.
De vaas werd zo goed en zo kwaad als dat ging gerestaureerd, eerst in 1845, daarna nog een tweede maal in 1948, en (tot dusver) voor het laatst, onder grote mediabelangstelling, in 1987. Deze restauratie, volgens de meest recente technieken, maakte dat de beschadiging nog nauwelijks zichtbaar is.